# Хромомикоза
Хромомикоза је хронична гљивична инфекција коже и поткожног ткива која се најчешће јавља после повреде коже.
Постоји више врста гљивица које могу да узрокују хромомикозу. Заједничко за све узрочнике је мрка пребојеност. Могући узрочници су: лат. Fonsecaea pedrosoi, Phialophora verrucosa, Cladosporium carrionii, Fonsecaea compacta. Гљивице улазе у организам на местима повреда на кожи, па су тако инфекцији често изложени пољопривредници који некада иду боси по тлу које садржи наведене узрочнике и долазе у контакт са иверцима дрвећа и трњем.

## Епидемиологија
У светским размера, инциденца хромомикозе је значајно већа у тропским и суптропским регионима у којима влада висока влажност и температури ваздуха између 30 °C и 35° С. 
Процењује се да се око 20% случајева хромомикозе јавља у подручјима света са умереним климатским условима, као што су Јапан Канада,  Финска,, Румунија и Чешка Република 
Хромомикоза се најчешће јавља код пољопривредних радника мушког пола у руралним регијама Северне, Централне и Јужне Америке, али и широм света, укључујући и Европу, Индију, Јужну Африку и Аустралију. Највиша инциденца у свету је у афричким земљама на Мадагаскару, мада је велики број случајева пријављен у Јапану и Бразилској Амазонији (инциденца је 1,6 случајева на 10.000 становника) у једном селу у „Црној Гори“, у држави Рондонији.
Земаља са највишим бројем оболелих су Мадагаскар и Бразил. Неколико различитих Латинскоамеричких и Афричких земаља, попут Габона, Колумбије, Венецуеле, Кубе, Доминиканске Републике и Мексика, имају такође високу стопу разбољевања од ове болести.
Према хромомикози не постоји расна предиспозиција, а што се тиче пола, болест више преоваладава код особа мушког пола (око 70% оболелих су мушкарци). Учесталост разбољевања мушкараца је највероватније последица њиховог чешћег бављења пољопривредним пословима и веће склоности самоповређивању, у односу на особе женског пола које су више посвећена кућим пословима. Такође на мањи број разбољевања жена, могу утицати и женски хормони који највероватније ограничавају раст гљивица.
Болесника са хромомикозом су најчешће животне доби између 30 и 50 година, а смртност од ове болести је занемарљиво мала.

## Клиничка слика
Промена на кожи се полако развија и прво настају мале папуле (издигнућа на кожи), а из њих се временом развијају плакови или чворови. Промене су најчешће локализоване на доњим удовима и то стопалима, затим длановима, рукама, седалном пределу, а знатно ређе на ушима, лицу и грудима. Чворови полако расту и површина им је избраздана. У многим случајевима централни делови ове промене зарастају и после тога остају бледо пребојени ожиљци. Плакови се шире по периферији, имају издигнуте ивице и у центру остаје жуто пребојен ожиљак. На површини плакова и чворова се могу појавити црне тачке или некада улцерације (чиреви) могу бити испуњене гнојавокрвавим садржајем. У неким случајевима се штетни агенси шире преко крви и лимфе па промене настају и на удаљеним регијама од примарне лезије.
Честе су секундарне бактеријске инфекције, које воде у лимфедем (прогресивно отицање међућелијског ткива у коме се накупља лимфа) и елефантијазу (веома изражен оток који чини да удови буде екстремно увећан). Код дуготрајне болести, могу се наћи промене у различитим стадијумима. Прогноза је добра, јер најчешће инфекција остаје локализована, мада је код болесника са ослабљеним имунитетом могуће ширење инфекције, а веома ретко може да се развије и сквамоцелуларни карцином коже.

## Дијагноза и лечење
Дијагноза се поставља на основу анамнезе, клиничке слике, биопсије промена и културе и патохистолошког налаза, као и на основу серолошких тестова.
Рани стадијуми се лече хируршки, криотерапијом и антигљивичним препаратма.